# 良弼 (愛新覺羅氏)
良弼（1877年—1912年1月29日），字赉臣，爱新觉罗氏，滿洲镶黄旗，紅帶子，清末立憲派大臣、宗社党首领，官至旗軍副都統，辛亥革命後，遭同盟會京津分會成員彭家珍以自殺攻擊刺殺身亡。

## 生平
良弼出身愛新覺羅宗室，為清显祖塔克世（努尔哈赤之父）第五子贝勒巴雅喇后裔。顺治年间良弼七世祖巩阿岱（贝子拜音图之弟）以附睿亲王多尔衮故，遭削爵、幽禁，并黜宗室。直到嘉庆四年清仁宗始命复宗籍，赐红带子。
良弼曾祖父为道光年间的大学士伊里布；祖父为文举人桂龄；父亲凯顺以候补知县“榷（四川）万县税务，卒于差次”。
光绪三年（1877年），良弼生于四川成都，早年丧父，与母亲杭阿坦氏（同知衔四川新宁县知县、京口驻防蒙古镶白旗人国澍之次女）相依为命，由叔外祖父、四川知府衔候补直隶州知州国璋“携之任所，以养以教至成立”，往来于四川与母家所在之京口旗营间，接受的是正统忠孝伦尚教育，侍母极孝。
光绪二十一年（1895年），良弼前往湖北，拜于鄂督张之洞门下，“仰南皮如泰山北斗”。光绪二十五年（1899年）由该省选送留学日本，入成城学校、日本陆军士官学校，为步兵科士官生第二期。毕业后良弼留日觀操，被分配到步兵第3联队第40队，因成绩优秀，清政府期待他担负军事骨干人才，1903年10月驻日公使照会日本政府称“良弼以修学成绩良好，希望为任用归国”。
良弼居東京期间，正值留日学生中的革命派疾呼排满，经常攻击、排斥满人学生，满汉学生间有很大的隔阂。因良弼品学兼优，革命派对他早怀戒备，指其“專司偵察革命黨，偶有建立青年會者，良弼亦投身其中。聆激烈之談，必拊掌贊詡，實則革命黨人之一舉一動，皆周悉而審思之，偽為輯睦，‘陰相殘破’”。良弼是否真有此作为颇有疑问，事实上他在留学期间多与汉族学生交游，其中吴禄贞、孙道毅等成为其一生的莫逆之交。
光绪二十九年（1903年），良弼在东京出版《参谋要略》，该书研究统筹用兵，是他留学期间的学习成果。同年十二月，正在留日实习的良弼奉召回国。

回国伊始，良弼即在练兵处军学司办理编译事宜。光绪三十年（1904年）任编译科监督。

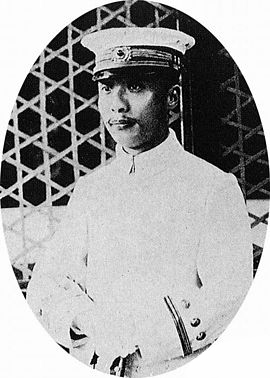
良弼

光绪三十一年（1905年）3月，补军学司副使，8月袁世凯延揽其为调充陆军第八标统带官。
光绪三十二年（1906年）4月，良弼仍回军学司副使原差，并主持保定陆军学堂校务。良弼还历充考验迁安、保定、马厂各处陆军各镇大臣随员长，奏充考试陆军游学毕业襄校官、提调官等差 。同年，新军在河南彰德举行会操，任北军审判长。九月，兵部改为陆军部，练兵处并入。
光绪三十三年（1907年）8月任陆军部军学司司长，次月派在参议上行走。這期間，照良弼遺摺的説法：“時值朝廷銳意圖强，振興武備，臣以菲才，屢司戎務，舉凡陸軍章制，教育規則，靡不戀心贊畫，期收成效。”
光绪三十四年（1908年）10月，充任修订法律馆谘议官，参与编撰新律；同年底拱卫京师的禁卫军成立，授禁卫军第一协统领，实际负责管理禁卫军。
宣统元年（1909年）3月，陆军部校阅四镇请奖案内，良弼以应升之级记名。5月，两江总督端方奏称良弼“才猷敏练，学术精深”、“其宅心忠亮，足备武学顾问之选”。6月，日本驻清朝公使伊集院彦吉授良弼三等旭日勋章。7月，清廷从良弼等之建议，仿日本参谋本部设立军谘府，以统筹全国陆海军事宜，军谘大臣载涛不谙军事，凡事皆以良弼为“谋主”；10月，擢升禁卫军训练大臣。

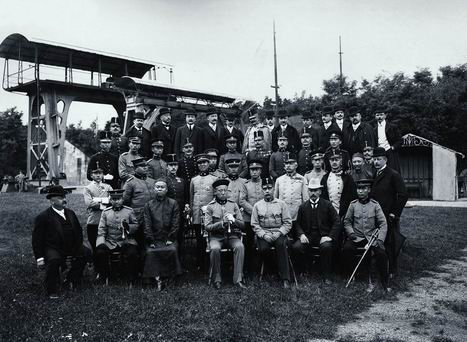
1910年，大清禁卫军首领访问奥匈帝国，摄于布达佩斯。前排左二是哈汉章，左三是李经迈，左四是载涛，右一是良弼；二排左四是田献章，左六是程经邦；三排左三是唐宝潮，左六是刘恩源

宣统二年（1910年），随载涛為首的陸軍考察團赴日本、美、英、法、德、意、奧、俄八國考察軍政，期間良弼“游歷各國，處處能見其長，如查閲軍務、對答國事、駕行氣球，皆能周詳有法，從容不迫，外國人交口譽之。”
宣统三年（1911年）2月，载涛具奏随同出洋人员援案请奖，良弼奏准为陆军协统并赏戴花翎。同年秋参与滦州大操。武昌起义后，良弼反对起用袁世凯，冀图“以立宪弥革命，图救大局”。11月，袁世凯进京出任内阁总理大臣，调冯国璋任禁卫军统制，良弼被夺去统领禁卫军实权；同年12月9日授军谘府军谘使，兼镶白旗汉军副都统。
1912年1月12日，良弼与溥伟、铁良等组织“君主立宪维持会”（俗称“宗社党”），反对南北议和与清帝逊位，他说：“上年我奏请释党人，开国会，皆不我听，今秋变起，请以禁军赴前敌，又不我用，而委之荫昌；内廷纷争，外患四起，我宗社之亡将无日矣！我见政府不可为，始组织宗社党。”；1月26日，良弼议事毕回家，在光明殿胡同家门口（今北京西四北大红罗厂街），遭同盟会京津保支部杀手彭家珍向其投掷炸弹，炸伤左腿。良弼遇刺，并未即死，救治了两日，请日本军医做了截肢手术，但终于伤重身亡。良弼為人慷慨激昂，置死生於度外，還稱讚刺客彭家珍“此刺客確是英雄，知道我在，清室必不亡，遂和我拚了，真知我者也” ；在遺摺中，他還戀戀不忘地叮囑：“尊重信條，實行憲政，以挽將傾之國勢，而收已渙之人心。”不過他也意識到自己死亡之後，清朝就會滅亡，“我本军人，死不足惜，其如宗社从兹灭亡何？”。
|  | 良弼遗折① 宣统三年十二月十四日 军谘府军谘使·镶白旗汉军副都统臣良弼跪奏，为微臣被轰伤重恐遂不起，谨缮遗折，仰祈圣鉴事。 窃臣于本月初八日晚回宅，甫于下车时，突有身着军服者手执炸弹，向臣猛击。猝不及防，遂被轰伤折左腿，当即赶紧延医调治。据西医云，伤势甚重，血气大损，恐难奏效。迄今三日，毫无起色，诚恐一旦先犬马填沟壑，未能报高厚于万一。瞻望阙廷，曷胜痛愤。伏念臣留学日本，肄业陆军，毕业回国，于光绪二十九年经前练兵处调处差委。三十年补充军学司监督。次年奏补军学司副使，并历充考验迁安、保定、马厂陆军各镇大臣，随员长校阅参议、太湖秋操中央审判官长，奏充考试陆军游学毕业襄校官、提调官等差。三十三年补充陆军部军学司司长兼参议上行走。时值朝廷锐意图强，振兴武备。臣以菲材屡司戎务，举凡陆军章制、教育规则，靡不悉心赞画，期收成效。三十四年复蒙恩派充禁卫军第一协统领官，创始经营，勉图报称。宣统二年随前训练大臣载涛游历欧美，考察军政，事竣回国，仍供原职。于今三年，成效稍有可观。前值武昌事起，臣本愿身临前敌效死疆场，乃于本年十月复蒙简授镶白旗汉军副都统，兼充军谘府军谘使。当兹时局阽危，叠被隆恩，方冀勉竭驽骀，稍酬高厚，岂意猝遭炸弹，伤势危险，恐致不测。臣死不足惜，未得执戈前驱，裹尸马革耳。方今时事艰难，大乱未靖，臣伏愿我皇上日勤典学以懋圣德，子惠兆民以重邦本。亲任贤臣，以昭垂拱之庥。辑睦邻邦，以酿和平之福。尊重信条，实行宪政，以挽将倾之国势，而收已涣之人心，庶我大清亿万年有道之长基于此矣。则臣虽死之日，犹生之年。 臣受恩深重，未报涓埃，伏枕哀鸣，不胜犬马恋慕之忱。 所有微臣受伤甚重缘由，谨缮具遗折恭陈。伏乞皇上圣鉴。谨奏。 注： ①良弼于宣统三年十二月初八日在于北京西城红罗厂口外被革命党人彭家珍投掷炸弹，伤重而死。宣统三年十二月十四日奉旨：军谘府军谘使、镶白旗汉军副都统良弼，由留学日本陆军毕业，调前练兵处当差。历充军学司监督副使，补陆军部军学司司长，充禁卫军第一协统领官，洊升镶白旗汉军副都统兼军咨府军咨使，赞襄戎务，颇著勤劳。兹以受伤身故，殊堪悯惜。着照副都统阵亡例从优赐恤，应得恤典该衙门查例具奏。该副都统有无子嗣，并着该衙门查明具奏，候旨施恩。钦此。 |

1912年2月1日，拟以副都统阵亡例从优赐恤，“予被害身故，鑲白旗漢軍副都統良弼優恤，如副都統陣亡例。”。但是良弼死后十余天的2月12日（十二月廿五[戊午]），宣統逊位，“典禮院奏遵查已故副都統良弼應得恤典。並請照章予謚。得旨、毋庸予謚。” 抚恤之事无人再提。
良弼家中并不富裕，其妻杭阿坦氏（漢姓趙氏）已于宣統三年(1911年)正月去世，留下岳母及三个女儿，日子十分艰难。秋瑾好友、清末女杰吴芝瑛闻此，写就一篇言辞极为恳切哀怨文章，呈交有关部门，抚恤金一事，总算有了下落。
良弼素有大志，以知兵而为清末旗员翘楚，不但是旗人中“崭新的军事人才，而且才情卓越”，参与了清末一系列振武图强的军事活动，“改军制，练新军，立军学，良弼皆主其谋”。尤注意延揽军事人才，举凡吴禄贞、哈汉章、沈尚谦、卢静远、章递骏、陈其采、冯耿光、蒋百里等无不延纳，与铁良等被称为清季幹将。然其自负而傲上，惜才而厌庸碌，改革过激而得罪碌碌权臣，结果“颇为时忌”，“常以不得行其志为恨”，以独木支危厦何其难哉？
廉泉等友人184人为悼念良弼，1923年1月27日（阴历十二月十一日）在西城翊教寺开良弼殁后十一周年纪念会，在该寺建设“良公祠”，赠私谥“忠靖”。溥仪及当时的大总统黎元洪、前任大总统徐世昌等人亦赠匾额。

## 世系

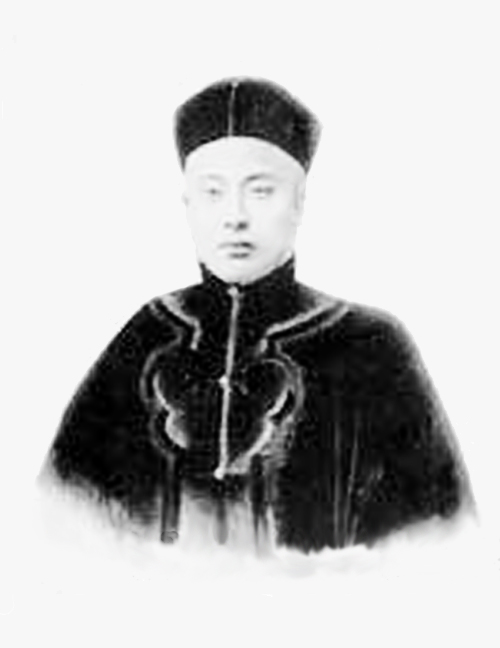
《庚子辛亥忠烈像赞》中的良弼像

- 十一世祖清顯祖塔克世
- 十世祖篤義貝勒巴雅喇
- 九世祖鞏阿岱
- 八世祖棍古渾
- 七世祖宗寶
- 六世祖額爾金
- 五世祖雙寶
- 高祖父阿克盛克
- 曾祖父伊里布
- 祖父桂龄
- 父亲凯顺

## 爭議
愛新覺羅·良弼是清末重要的政治人物，曾留學日本，主張君主立憲，積極推動軍事改革。辛亥革命期間，他主張以軍事手段平息新軍兵變。由於其身為遠支宗室皇族，良弼被視為滿族保皇派的代表人物，遂成為革命黨「種族革命」暗殺行動的主要目標。
2022年，由王偉執導、江奇濤編劇的電視劇《人生若如初見》以1900年庚子國變為背景，聚焦清末民初五位青年的命運抉擇與家國情懷。劇中男主角被廣泛認為以良弼為原型，該劇在首播當日即遭緊急下架，引發廣泛爭議。

## 延伸阅读
[在维基数据编辑]
 《清史稿/卷470》，出自趙爾巽《清史稿》
 在维基共享资源阅览影像

### 引用
1. ↑  冯其利：京郊清墓探寻。北京：学苑出版社，2014。
2. ↑  [民国]爱仁 (编). . 1927年 [民國16年抄本]：第二十九葉
3. ↑  护理四川总督 游智开：奏为万县交卸厘局委员凯顺去年九月因病痰迷自用洋手枪轰毙事。光绪十二年九月十九日。中国第一历史档案馆，档号：03-7309-049。
4. ↑  郭建鹏，姜绍泽 整理：廉泉遗札续拾。近代中国，2019，31 (2)：311-332。
5. ↑  姚锡光. . 北京: 中华书局. 2010年7月: 117. ISBN 9787101061109.
6. ↑  劉體智.  . 维基文库.
7. ↑  吉辰：《清末湖北省的留日军事教育———以张之洞督鄂时期为中心》。教育学报，2019，15 (5)：81-90。
8. ↑  王鼎.  (PDF). 環日本海研究年報. 2020年3月, (25): 84–114 （日语）.
9. 1 2  阿部由美子. . 中国社会科学院近代史研究所政治史研究室; 杭州师大浙江省民国浙江史研究中心  (编). . 北京: 中国社会科学出版社. 2013年9月: 第273页. ISBN 978-7-5161-3319-4.
10. ↑  曹亞伯. .  前編. 上海: 中華書局. 1927  [2023-02-13]. （原始内容存档于2022-12-06）.
11. ↑  李慶国.  (PDF). 追手門学院大学国際教養学部紀要. 2016, (10): 21–41 （日语）.
12. 1 2 3  赵增越. . 《历史档案》. 2022年, (第3期)  [2024-07-08]. （原始内容存档于2024-07-08）.
13. ↑  吴兆清：清末禁卫军。故宫博物院院刊. 1985 (02)，12-23。
14. ↑  郭希仁：良弼名喧京师。丽泽随笔，宣统三年三月，2(3): 15。
15. ↑  查時傑. . 國立臺灣大學歷史學系學報. 1978年6月, (第五期): 125–139.
16. ↑  [民国]胡祖舜.  下. 武昌: 久华印书馆. 1948年 [民国37年铅印本].
需要頁碼
17. ↑  高拜石 正中書局版 <新編古春風樓瑣記>(七) P277
18. ↑  .   [2024-07-07]. （原始内容存档于2024-07-08）.
19. ↑  .   [2021-12-13]. （原始内容存档于2021-12-13）.
20. ↑  . 時報 (上海). 1913-05-26.
21. ↑  滕新才：良弼、铁良与清末政局。文史杂志，1994年第03期，16-18。
22. ↑  Hu Ying: Enemy, Friend, Martyr: Commemorating Liangbi (1877–1912), Contesting History. Late Imperial China. June 2017. 38 (1): 1-45.
23. ↑  . 上報. 2022-07-19.

### 來源
- 趙爾巽.  . 维基文库.
- 廉泉辑：天荒地老录，民国元年（1912）京师良公祠铅印本。
- 冯恕：庚子辛亥忠烈像赞，民国23年（1934）珂罗版印本。
- 李炳之：良弼印象记，见于《辛亥革命回忆录》（第八集），中国人民政治协商会议全国委员会文史资料研究委员会编。
- 常顺 遗稿：赉臣被炸追记，见于《辛亥革命回忆录》（第六集），中国人民政治协商会议全国委员会文史资料研究委员会编。
- 韓鋒（遺稿）：良弼被炸的原因和經過。见于《纪念辛亥革命七十周年史料专辑（下）》，中国人民政治协商会议广东省广州市委员会文史资料研究委员会，p.27-32。
- 吴兆清：良弼。清史编委会 编：清代人物传稿（下编•第八卷）（郭汉民，徐彻 主编）。沈阳：辽宁人民出版社，1992：120-125。
- 吴兆清：袁世凯与良弼被炸案，见于《近代史研究》1987年第02期。
- 梁旭毅：良弼傳。首都博物馆丛刊编辑委员会 编：首都博物馆丛刊（第一辑），1982年，p.28-32。
- 李华英：李华英录叙彭家珍刺良弼經過。学术月刊，1958年03期，p.76。
- 尚小明：留日学生与清末新政，南昌：江西教育出版社，2002年7月。
- 汪荣宝：汪荣宝日记，台北：文海出版社，1991年。
- 聼禪：譚良賚臣及其他。《文史》月刊復刊 第三期（1945）：14-16。
- 東洋史の卒業論文：満清貴族良弼と辛亥革命。山形大学東洋史研究室，1992年度。